# Aponogeton gottlebei
Aponogeton gottlebei är en enhjärtbladig växtart som beskrevs av Kasselm. och Josef Bogner. Aponogeton gottlebei ingår i släktet Aponogeton och familjen Aponogetonaceae. Inga underarter finns listade.